# 맥스 캐리
맥시밀리언 조지 카르나리우스(Maximillian George Carnarius, 1890년 1월 11일~1976년 5월 30일) 또는 맥스 조지 캐리(Max George Carey)는 미국의 전 프로 야구 선수이자 감독이다. 선수 시절 주로 맡은 포지션은 중견수였으며, 메이저 리그 베이스볼(MLB)에서 피츠버그 파이리츠(1910–1926), 브루클린 로빈스(1926–1929)에서 뛰었다. 1932년부터 2년간은 브루클린 다저스의 감독을 맡았다.
피츠버그 시절에 1925년 월드 시리즈 우승 일원으로 함께했다. 20시즌 동안 활약하면서 10회 도루 부문 리그 1위를 차지했으며, 통산 738도루를 기록했는데 이 기록은 1974년까지 깨지지 않았다. 오늘날에도 메이저 리그 통산 도루 순위 9위에 이름을 올리고 있으며, 1961년에 미국 야구 명예의 전당에 헌액되었다.